# Carnicer Torrejón Fútbol Sala
Carnicer Torrejón Fútbol Sala fue un equipo español de fútbol sala situado en Torrejón de Ardoz, en la Comunidad de Madrid.
Tras la desaparición del Marsanz Torrejón en 1996, se convirtió en el principal equipo de la ciudad de Torrejón. Disputó la Primera División de la Liga Nacional de Fútbol Sala durante 16 temporadas hasta que en 2012 descendió por razones económicas a la Segunda. Un año después bajó hasta categorías regionales y a finales de mayo de 2014 anunció su desaparición definitiva. En 2015 se llevó a cabo su re-fundación ya que Enrique Panadero, su actual presidente, compró el NIF del Club pasándose a denominar Torrejón Sala. El club participa en la 2.ª División B, siendo su tercera temporada en dicha categoría.

## Historia
El club fue fundado en 1984 por José Carnicer Castro (1948-2016), natural de Moral de Calatrava (Ciudad Real), dueño de los concesionarios Fiat Automóviles Carnicer. Aunque comenzó desde la tercera regional madrileña, progresó con rapidez y en la década de 1990 pasó de la cuarta categoría nacional a División de Honor, en tan solo cinco temporadas. Su debut en la máxima categoría de la Liga Nacional de Fútbol Sala se produjo en el año 1997/98.
Durante los primeros años trató de asegurar la permanencia. Poco después logró meterse en la disputa del título, gracias a una plantilla formada por jugadores canteranos y descartes de otros equipos. Su primera participación en el playoff por la liga tuvo lugar en la temporada 1999/2000.
Desde su creación hasta 2010, José Carnicer había ejercido como presidente y entrenador. En 2010 abandonó el banquillo en favor de José Antonio Valle, aunque continuó dirigiendo el Carnicer Torrejón. Sin embargo, tras la dimisión de éste en diciembre, volvió a tomar las riendas del banquillo.
Al finalizar la temporada 2011-12, el Carnicer renunció a la Primera División por falta de presupuesto y descendió a la Segunda, donde finalizó tercero. No obstante, al año siguiente tuvo que dejar la competición profesional y pasó a la Segunda B, dependiente de la Federación Española. A finales de mayo de 2014, la entidad anunció su desaparición al no haber conseguido patrocinadores tras la jubilación de José Carnicer. En el año 2014, Enrique Panadero se hizo con el NIF de Carnicer Torrejón, y siguió la estela de este creando un equipo de fútbol sala en Torrejón de Ardoz con el nombre de C.D. Torrejón Sala Five Play. El equipo en la actualidad compite en el Grupo IV de la Segunda División "B".

## Palmarés
- Campeón de División de Plata: 1 (1996/1997)
- Campeón de Copa Comunidad de Madrid: 7 (1994, 1995, 1996, 1997, 1999, 2006, 2010)